# Списак регија Јапана
Регије Јапана нису званично административне јединице, али се традиционално користе као регионални делови Јапана. Мапе и географски уџбеници деле Јапан на осам регија.
Од севера ка југу, региони су:
- Хокаидо (острво Хокаидо и околна острва, становништво: 5.507.456, највећи град: Сапоро)
- Регија Токоху (северни Хоншу, становништво: 9.335.088, највећи град: Сендај)
- Регија Канто (источни Хоншу, становништво: 42.607.376, највећи град: Токио)
  - Острва Нанпо: део Токија
- Регија Чубу (централни Хоншу, укључујући планину Фуџи, становништво: 21.714.995, највећи град: Нагоја), некад се дели и на:
  - Хокурику регија (северозападни Чубу, највећи град: Канзава)
  - Регија Кошинецу (североисточни Чибу, највећи град: Нигата)
  - Регија Токаи (јужни Чубу, највећи град: Нагоја)
- Регија Кансаи или регија Кинки (западно-централни Хоншу, укључујући и стару престоницу, Кјото, становништво: 22.755.030, највећи град: Осака)
- Регија Чугоку (западни Хоншу, становништво: 7,561,899, највећи град: Хирошима)
- Шикоку (острво, становништво: 3.977.205, највећи град: Мацујама)
- Кјушу (острво, становништво: 14.596.977, највећи град: Фукуока) која укључује:
  - Острва Рјуку
    - Острва Сацуна: део Кагошима префектуре
    - Рјуку-шото и Даито острва: префектура Окинава